# Kaz tiridi

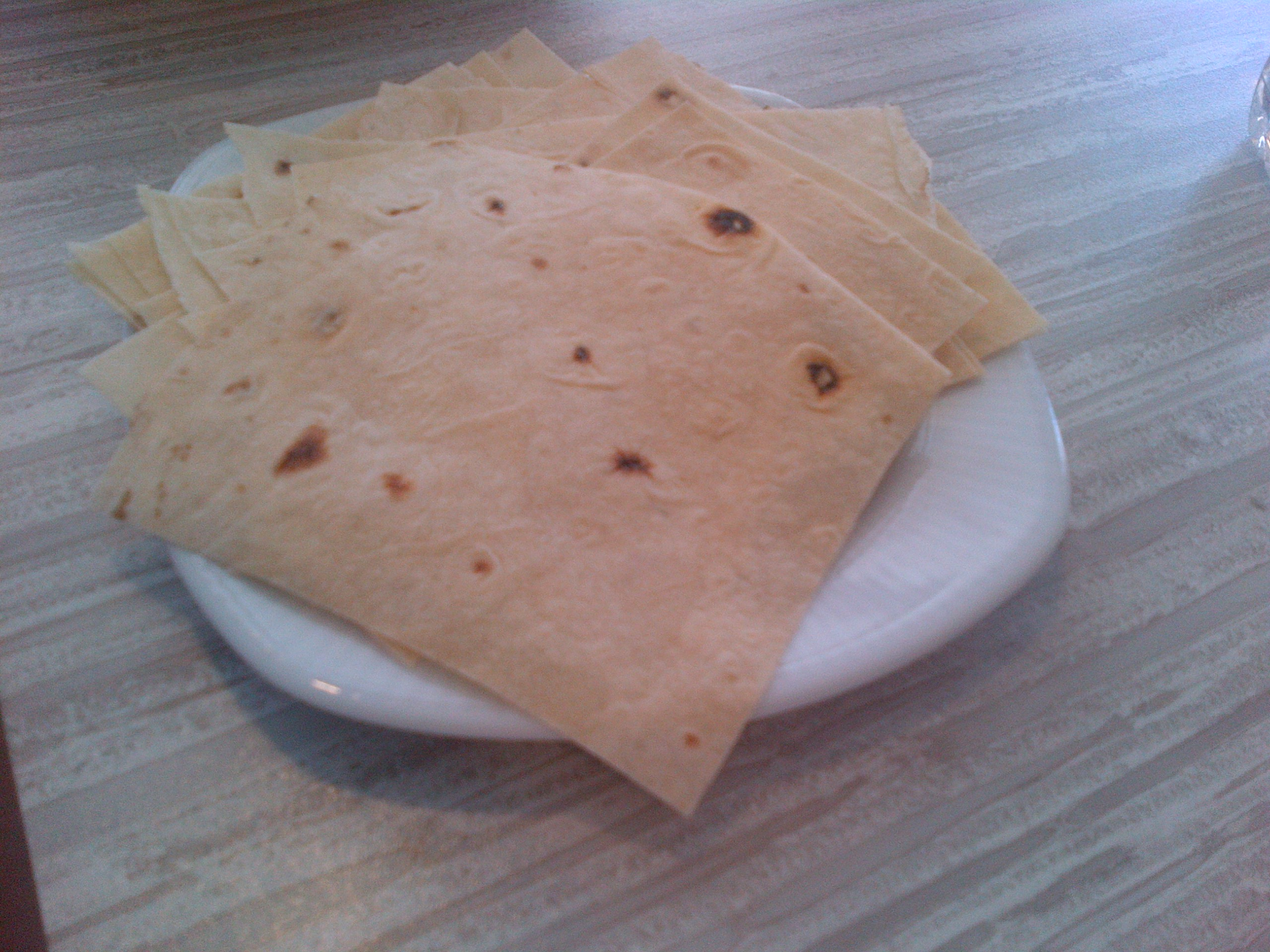
El yufka o sac ekmeği (pa de plantxa) es fa a la planxa (sac) sobre una foguera per a acompanyar aquest plat

Kaz tiridi (significa tirit d'oca en turc) és un plat de carn d'oca i bulgur de la cuina de Samsun, especialment dels distrets de l'interior de la província com Havza i Kavak. ("Tirit" és un plat de brou amb pa, bàsicament.)
També es fa un plat d'oca similar a la província de Kars però "l'Asociacion d'Ajuntaments dels Pobles de l'Interior de la Província de Samsun" ha patentat el nom "Samsun kaz tiridi", de manera que els restaurants en altres parts del país només poden denominar aquest plat amb noms com "kaz eti" (carn d'oca).

## Elaboració i consum
L'oca es ploma i es penja del coll sobre una safata al costat d'una foguera de llenya. Mentre l'animal és rostit, s'ajunta el greix fosa a la safata. Amb aquest brou d'oca es cuina un "pilav" de bulgur, i part del brou se serveix en un altre plat, juntament amb la carn d'oca sobre el pilav en un plat. En menjar aquest plat, els comensals s'unten el seu pa en el brou per acompanyar la carn amb bulgur.